# Кананикольское
Кананико́льское (баш. Ҡананикольский) — село в Зилаирском районе Башкортостана России. Административный центр Кананикольского сельсовета.

## Географическое положение
Расположено на юго-востоке республики, в 365 км на юго-восток от столицы города Уфы.
Расстояние до:
- районного центра (Зилаир): 70 км,
- ближайшей железнодорожной станции (Сибай): 120 км.

## Климат
| Показатель                    | Янв.  | Фев.  | Март  | Апр. | Май  | Июнь | Июль | Авг. | Сен. | Окт. | Нояб. | Дек.  | Год  |
| ----------------------------- | ----- | ----- | ----- | ---- | ---- | ---- | ---- | ---- | ---- | ---- | ----- | ----- | ---- |
| Средний суточный максимум, °C | −9,6  | −8,4  | −2,7  | 9,4  | 18,9 | 23,6 | 25,1 | 22,7 | 16,2 | 7,4  | −3    | −8,1  | 7,6  |
| Средняя температура, °C       | −13,2 | −12,6 | −7,2  | 3    | 11,9 | 16,8 | 18,3 | 15,5 | 9,4  | 2    | −6,5  | −11,6 | 2,2  |
| Средний суточный минимум, °C  | −16,7 | −16,6 | −11,5 | −2,9 | 4,8  | 9,9  | 11,4 | 8,5  | 3,2  | −2,5 | −9,5  | −15,1 | −3,1 |
| Норма осадков, мм             | 32    | 34    | 28    | 25   | 52   | 68   | 86   | 36   | 28   | 55   | 46    | 27    | 517  |
| Температура воды, °C          | 0     | 0     | 0     | 2    | 12   | 18   | 20   | 18   | 11   | 4    | 0     | 0     | 7    |

## История

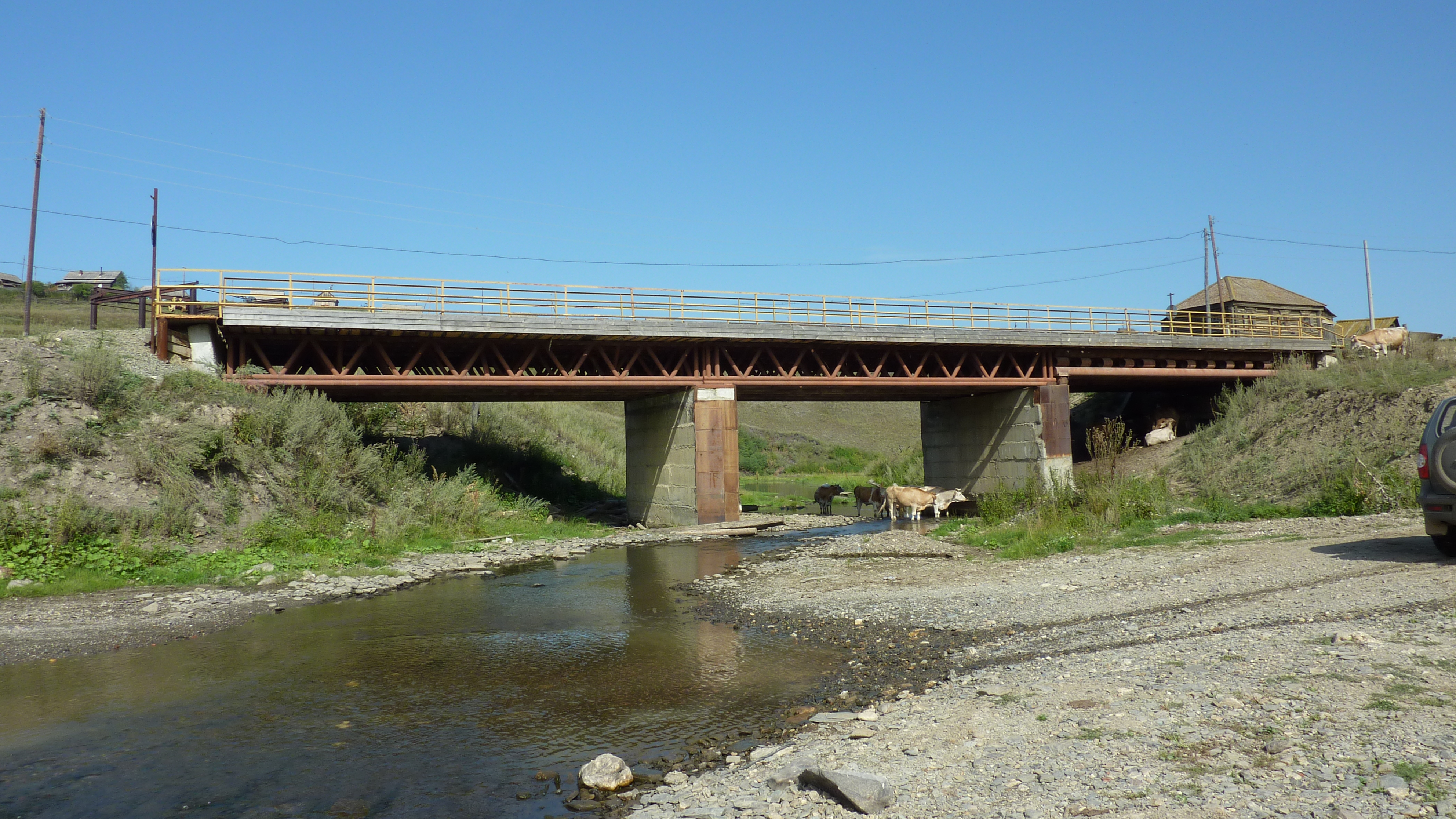
Мост через Кану

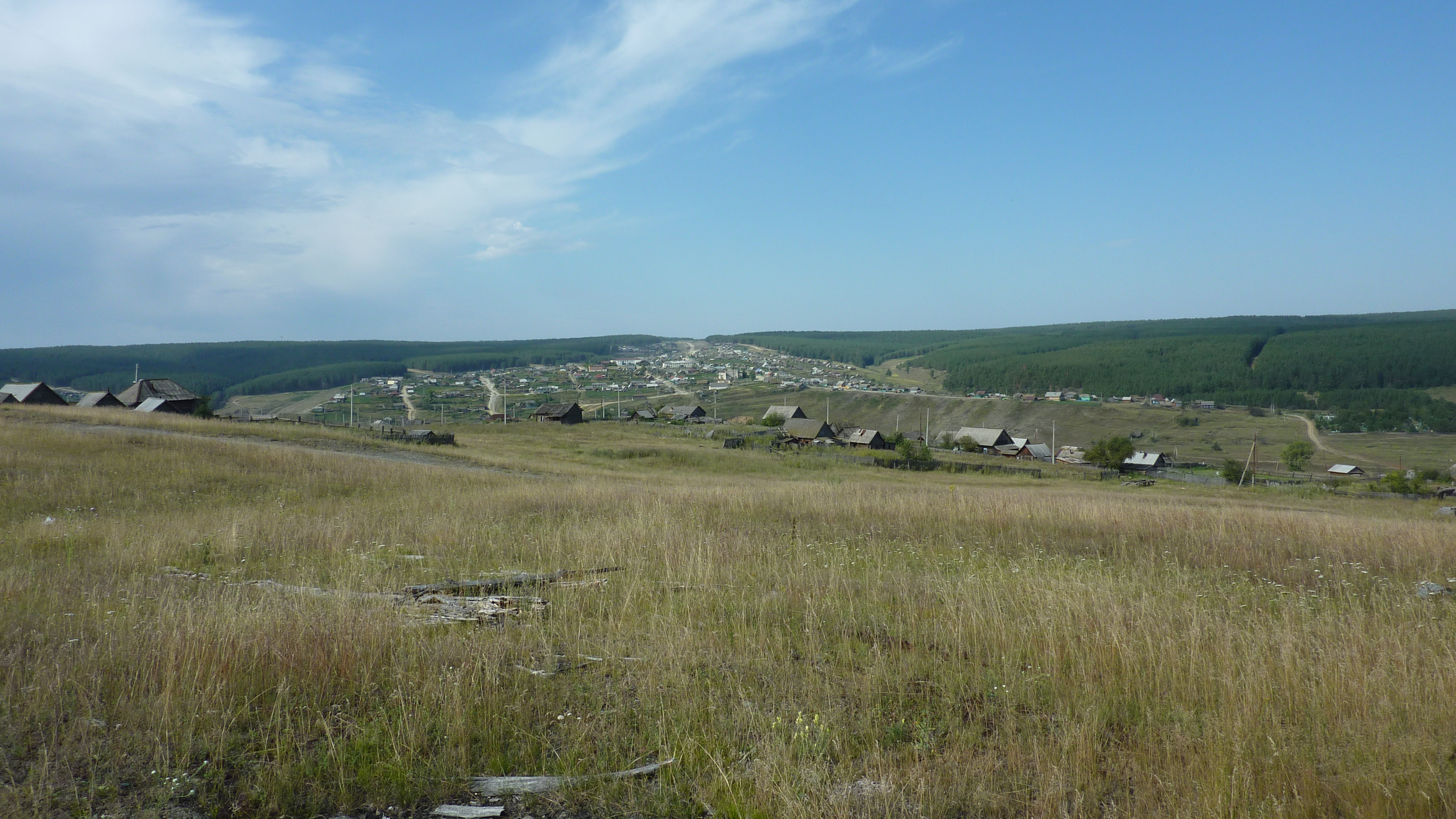
Лес, горы, степь и Кананикольское

Основан как посёлок при Кананикольском медеплавильном заводе (с 1751 г.), основанном горнозаводской компанией Мосоловых на р. Кане, в 140 верстах к юго-востоку от города Стерлитамака. Владельцы: Мосоловы (с 1751 г.), Е. И. Шешукова (с 1846 г.), А. П. Загряжский. Плавка меди началась в 1753 г. По ревизии номер 3, 1762 г. на заводе проживало 544 работных и мастеровых людей, включая женщин, перевезённых из города Тулы, Урусово-Плава (70), Мышегского завода города Алексина (37), Шанского, Архангельского заводов, Вепренского, Ожерельной (90), Непложского завода вблизи Старой Рязани (347). Завод был закрыт в 1871 году. 
8 февраля 1919 года в Кананикольском, на срочном заседании башкирского правительства и войсковых командиров было решено не дожидаясь созыва Всероссийского съезда советов, признать Башкирскую Советскую Республику в пределах Малой Башкирии, входящую в состав Российской Социалистической Федеративной Советской Республики, и направить в Москву первых лиц правительства для заключения договора с советской властью.

## Население
| 1970 | 1979  | 1989  | 2002 | 2009 | 2010 |
| ---- | ----- | ----- | ---- | ---- | ---- |
| 2817 | ↘1924 | ↘1342 | ↘990 | ↘806 | ↘805 |

## Религия
В селе есть православный молельный дом Николая Чудотворца.

## Известные уроженцы
- Волков, Николай Иванович (1924—1983) — Герой Советского Союза.
- Назаров, Михаил Алексеевич (1927—2019) — советский, российский живописец, заслуженный художник Башкортостана.
- Хачин, Георгий Андреевич (15 марта 1915 — 2 мая 1978) — наводчик орудия отдельного истребительного противотанкового дивизиона 149-й отдельной стрелковой бригады (62-я армия, Сталинградский фронт), старший сержант, Герой Советского Союза.